# Euro

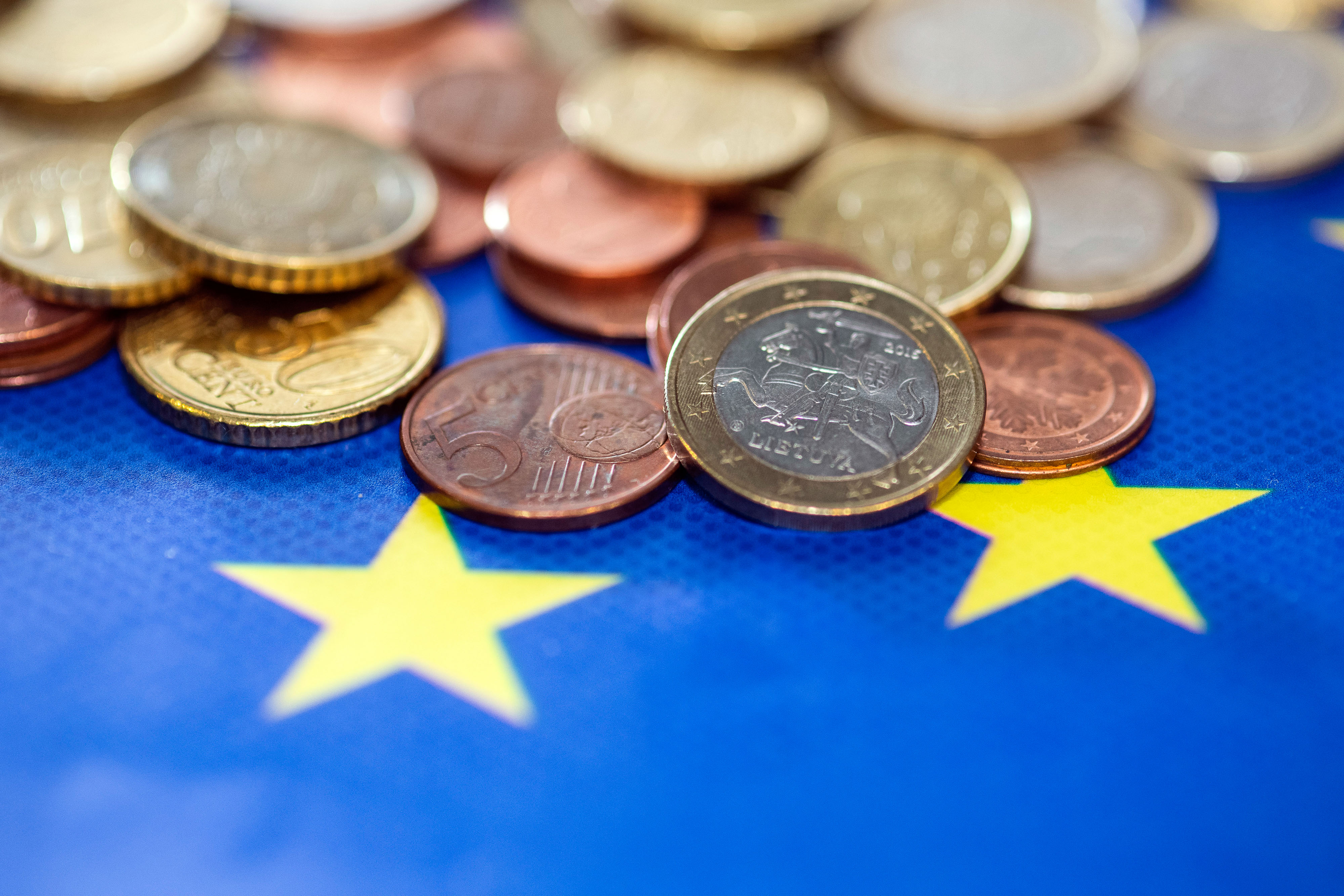
Euromunten

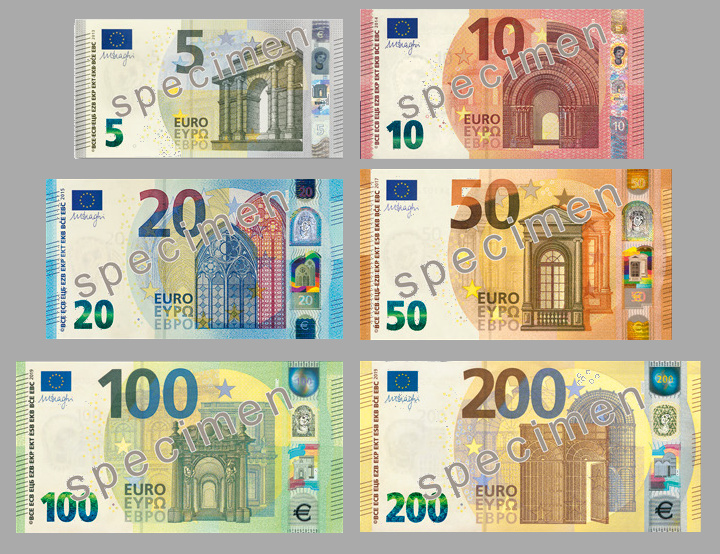
Eurobankbiljetten, zoals ze gedrukt worden per 2019

De euro (symbool: €; Nederlands meervoud euro's) is de munteenheid van twintig lidstaten van de Europese Economische en Monetaire Unie. De officiële ISO-code van de munteenheid is EUR.
In 1992 werd in Maastricht door de lidstaten van de Europese Economische Gemeenschap besloten tot invoering van de euro in de deelnemende landen. Hierbij zou de waarde van 1 euro gelijk zijn aan 1 ECU. Sinds 4 januari 1999 worden de koersen van aandelen, obligaties en opties aan de beurs in euro's weergegeven. 

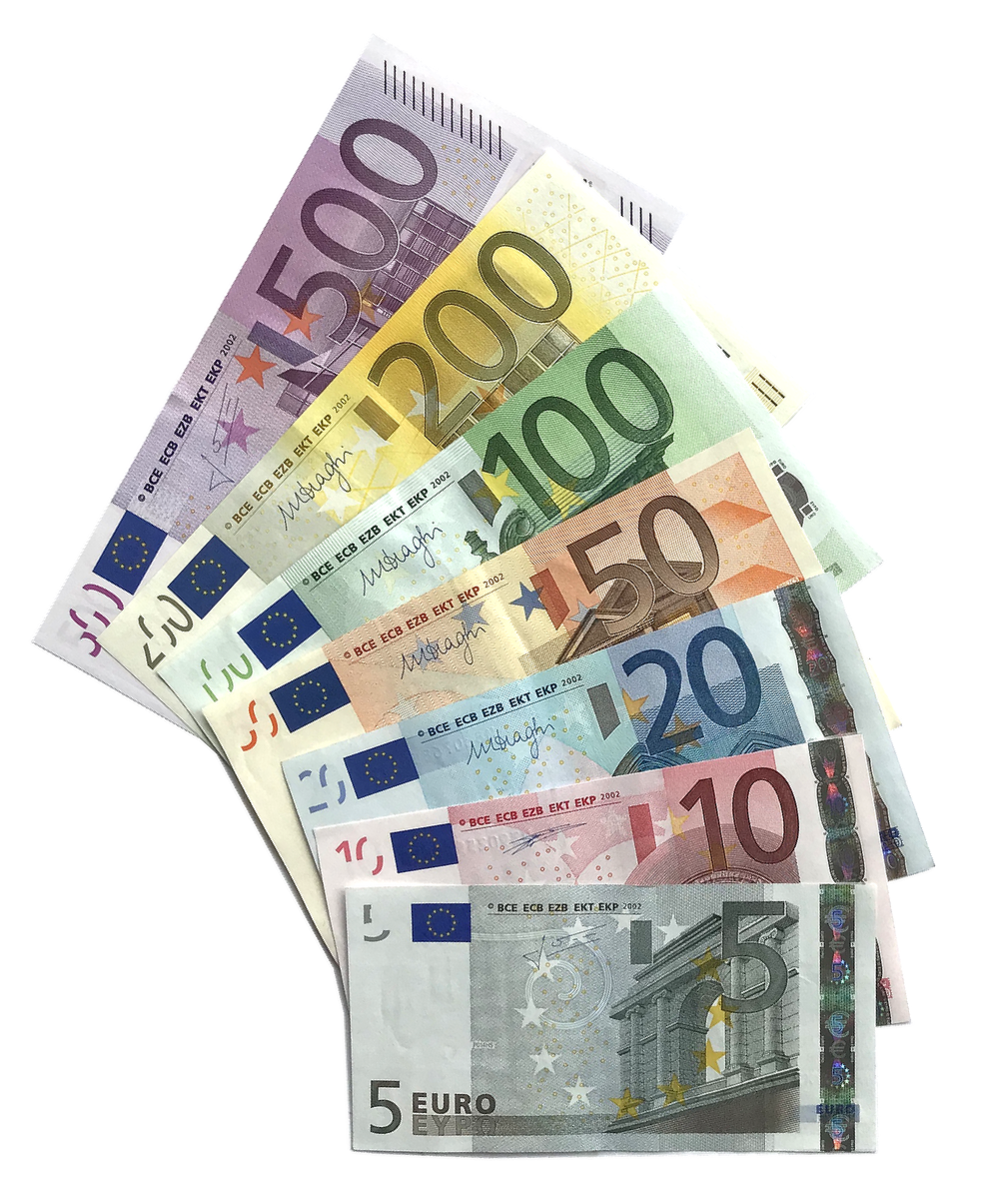
Eurobankbiljetten uit de eerste serie

De munten en bankbiljetten werden op 1 januari 2002 gelijktijdig als betaalmiddel met chartaal geld ingevoerd in twaalf landen van de Europese Unie, alsmede in Andorra, Monaco, San Marino en Vaticaanstad, tijdens de grootste monetaire omwisselingsoperatie aller tijden. De productie van euromunten, om aan de toekomstige vraag te kunnen voldoen, begon in de meeste landen in 1999. Vijf van die landen hebben dan ook munten geslagen waarop de jaartallen 1999, 2000 en 2001 staan.

## Geschiedenis

### Voorgeschiedenis
Na het opheffen van het systeem van Bretton Woods zijn er twee pogingen geweest om een Europees monetair systeem op te bouwen met vaste wisselkoersen. Dit zijn:
- Plan-Werner (1970) van de Luxemburgse politicus Pierre Werner
- het EMS (Europees Monetair Stelsel)

De Amerikaanse econoom Robert Mundell had begin jaren 60 al een theoretisch kader gecreëerd voor een zogenaamd optimaal valutagebied. Hij had voor een goede werking van een valutagebied een aantal voorwaarden geformuleerd. Met de invoering van een eenheidsvaluta raken de individuele landen hun wisselkoersbeleid en een deel van hun monetaire vrijheid kwijt. Er moeten daarom alternatieve aanpassingsmechanismen zijn om schokken op te vangen, zoals een hoge mobiliteit van arbeid en kapitaal, een sterke mate van loon- en prijsflexibiliteit of een herverdelingsmechanisme tussen de deelnemende landen.
Er moest een set van economische omstandigheden zijn waardoor de integratie in de eurozone relatief probleemloos zou verlopen en de eenheid stabiel ofwel voor een langere periode houdbaar zou zijn. Er was een economische convergentie noodzakelijk waarbij toetredende landen economisch vergelijkbaar moest zijn met het eurogebied zodat een eigen rente en valutabeleid niet gemist zou worden. Verder moest worden voldaan aan een aantal formele convergentiecriteria. Dit waren elementen op het gebied van de overheidsfinanciën, inflatie, rente en wisselkoers.
In 1969 werd besloten tot de vorming van de commissie-Werner, die in 1970 met een plan kwam voor een Europese muntunie met vaste wisselkoersen, echter zonder een centrale bank. Dit plan kreeg meteen veel steun. Het sneefde uiteindelijk vanwege het uitbreken van de oliecrisis, onenigheid tussen de EEG-lidstaten en de felle oppositie van de Amerikaanse president Richard Nixon.
In de jaren 80 werd besloten tot de daadwerkelijke oprichting van een Economische en Monetaire Unie (EMU), die in 1990 een feit werd. Het initiatief hiertoe kwam voornamelijk van Franse politici (met name Jacques Delors), die hoopten zo meer grip te krijgen op het monetaire beleid van de Deutsche Bundesbank, dat zij noodgedwongen al volgden. De Duitse politiek was aanvankelijk niet enthousiast over het plan, tot Helmut Kohl inzag dat hij monetaire eenwording kon gebruiken als politiek wisselgeld, om de Franse zorgen voor een Duitse hereniging weg te nemen.

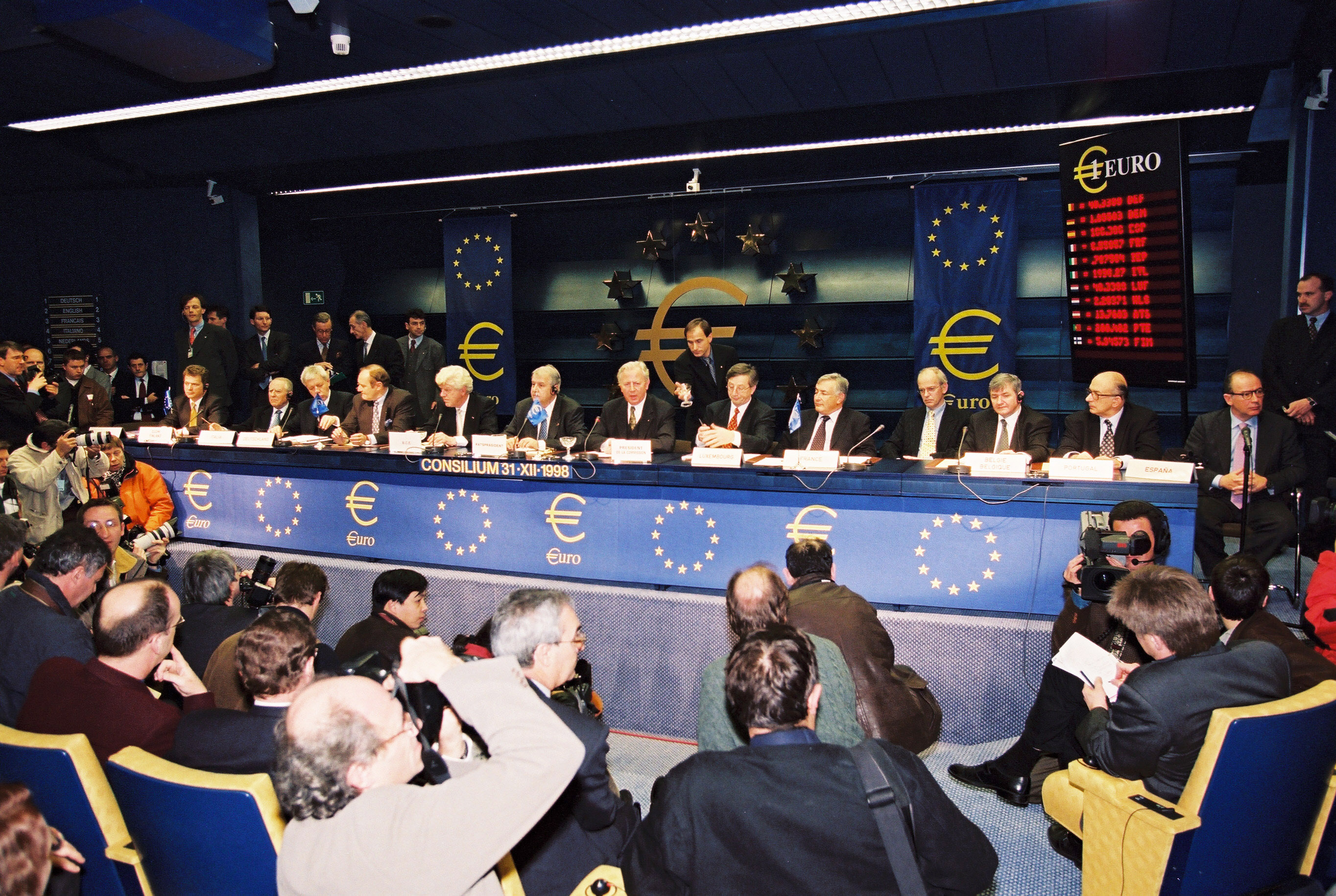
Introductie van de Euro op persconferentie in 1998 met achter de tafel uit Nederland: Wim Duisenberg, Gerrit Zalm en uit België: Jean-Jacques Viseur

In het Verdrag van Maastricht (Verdrag betreffende de Europese Unie) van 1992 werd de Europese Unie opgericht en onder andere ook besloten tot stapsgewijze invoering van de euro. Denemarken had om een uitzondering gevraagd op dit onderdeel van de samenwerking. Na het besluit kwam de EMU op gang, maar niet alle EU-lidstaten deden mee aan de EMU. Op 31 december 1998 werden de onderlinge wisselkoersen tussen de euro en de valuta van de toen elf deelnemende landen definitief vastgelegd. De voorbereiding voor de invoering van de euro in Nederland vond plaats vanuit het Nationaal Forum voor de introductie van de euro (NFE).
Sinds 1 januari 1999 is de euro een feit. Vanaf die datum waren de nationale bankbiljetten en munten van de landen die de euro hadden aanvaard nog slechts verschijningsvormen van de euro. De euro vertegenwoordigde in het gehele gebied dezelfde waarde. Die waarde werd vastgesteld, en zo nodig gecorrigeerd, door de Europese Centrale Bank in Frankfurt am Main.
Op 1 januari 2001 voegde zich Griekenland als twaalfde land bij de eurogroep.

### Naamgeving
Aanvankelijk was het de bedoeling dat de Europese eenheidsmunt ecu zou heten. Dat zou tegelijkertijd de afkorting zijn van European Currency Unit en de naam van een oude Franse munt (écu = schild).
In Duitsland zou deze naam echter als "ekoe" worden uitgesproken en uit opiniepeilingen bleek dat veel Duitsers dat een belachelijk klinkende naam vonden. Daarom besloot men, op het laatste moment en op voorstel van Germain Pirlot, te kiezen voor de naam euro.
Op de bankbiljetten en munten wordt de munteenheid in het Griekse en Latijnse schrift als ΕΥΡΏ en EURO aangeduid. In het toetredingsverdrag van Bulgarije (in het cyrillische schrift) is ЕВРО gebruikt. Enkele van de tien in 2004 toegetreden landen hebben andere schrijfwijzen voor de euro voorgesteld (euró, eiro, euras), gebaseerd op een alternatieve schrijfwijze van het woord Europa. In de (afgewezen) Europese grondwet werden die schrijfwijzen geaccepteerd, mits de eerste drie letters "eur" waren. De ECB houdt echter de regel aan, dat in het Latijnse alfabet alleen de term euro is toegestaan.
De Académie française schrijft voor dat de kleinste munt "centime" heet. Het opschrift is echter "cent", ook voor de munten die in Frankrijk geslagen zijn. De meeste Fransen spreken van centime. Het woord "cent" betekent met een andere uitspraak ook "honderd".
Op de biljetten en munten staat geen meervoud. Dat werd onpraktisch gevonden omdat de verschillende talen een verschillende meervoudsvorm hebben (bijvoorbeeld euros, euro's, eurot en euroer). In het Nederlands is een meervoudsvorm voor bedragen niet nodig.
In de meeste talen worden valuta niet met een hoofdletter geschreven (dollar, pond, kroon enz.). Dat geldt ook voor de euro, hoewel de naam van het continent Europa is afgeleid. In het Duits schrijft men alle zelfstandige naamwoorden, dus ook Euro, met een hoofdletter.

### Officiële invoering

Waarde van de euro ten opzichte van de dollar vanaf de girale invoering (1999)

Per 1 januari 2002 zijn de euromunten en eurobiljetten in gebruik gekomen en werd de euro het wettige betaalmiddel in twaalf EU-landen. Indertijd werd verwacht dat uiteindelijk bijna alle EU-landen de euro zouden invoeren. Denemarken, het Verenigd Koninkrijk en Zweden verkozen bij de invoering hun bestaande munteenheid boven de euro; Zweden is wel verplicht de euro in te voeren. Denemarken en het VK bedongen een uitzonderingsclausule, de zogenaamde opt-out.
Vanaf deze dag zijn de nationale biljetten en munten uit de twaalf deelnemende eurolanden (zie onder) vervangen door euromunten en eurobankbiljetten in wat wel de grootste geldomwisselingsoperatie uit de geschiedenis genoemd wordt.
In december 2001 kregen Nederlandse burgers een gratis setje euromunten en konden pakketten euro's ter waarde van ƒ 25,- bij de banken worden gekocht. Ook in België en de andere eurolanden konden burgers in het bezit komen van eurogeld. De invoering van de euro is in de nacht van 31 december/1 januari in onder andere Maastricht, Brussel en Berlijn feestelijk gevierd.
Op 1 januari 2007 werd de euro ook in Slovenië het wettig betaalmiddel; op 1 januari 2008 volgden Cyprus en Malta, op 1 januari 2009 Slowakije, op 1 januari 2011 Estland, op 1 juli 2013 Andorra, op 1 januari 2014 Letland, per 1 januari 2015 Litouwen en op 1 januari 2023 Kroatië.

### Gevolgen voor het internationale geldverkeer

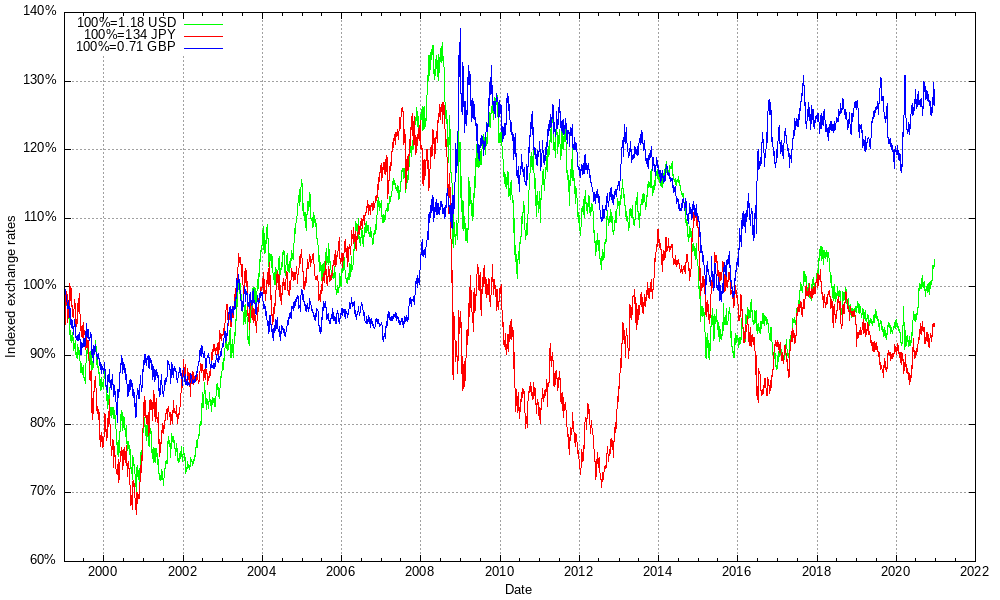
Geïndexeerde wisselkoersen tussen de euro enerzijds en de dollar, yen en Britse pond anderzijds, waarbij het basispunt op 1 januari 1999 (de girale invoering van de euro) ligt

Internationaal gezien heeft de euro het geldverkeer binnen de Europese Unie aanzienlijk vereenvoudigd; waar vroeger met minstens tien verschillende valutawaarden gerekend werd, geldt er nu een. Wereldwijd heeft de Amerikaanse dollar daardoor aan invloed verloren. Waardetransacties als obligaties, beleggingen en aandelen verhandelen vormen binnen de financiële wereld een heel eigen wereld, waarbij de beurskoersen een snelle wisseling van winst of verlies bepalen, mede dankzij de internethausse en economisch hoogtij of dieptepunten. Veel wisselkantoren in eurolanden moesten, na de invoering van de euro, om economische redenen hun deuren sluiten. Deze wisselkantoren hadden voornamelijk Europese klanten.

### Europese staatsschuldencrisis
De kredietcrisis bracht, na Duitsland en Frankrijk in het begin van deze eeuw, veel landen ertoe zich niet aan de afspraken van het stabiliteitspact te houden. Staatsschulden liepen op en het vertrouwen in de euro verminderde. De financiële markten hadden aangenomen dat de staatsschuld van de individuele eurolanden de gezamenlijke verantwoordelijkheid was van alle eurolanden, hoewel dit expliciet uitgesloten was (geen steun van de Europese Bank aan individuele landen). Hierdoor konden alle eurolanden geld lenen voor een slechts weinig hoger percentage dan het meest kredietwaardige euroland Duitsland. Toen echter bleek dat de financiële cijfers voor Griekenland niet klopten en het land er veel slechter voor stond dan was aangenomen, verdween het vertrouwen van de financiële markten en kon Griekenland geen geld meer lenen. De crisis was begonnen. Later kwamen andere landen zoals Ierland en Portugal (overigens om volstrekt andere redenen) in de problemen. In 2011 zitten ook Italië en Spanje (wederom door andere oorzaken) in de problemen. De oplossing dat de probleemlanden uit de euro stappen en hun eigen munt herinvoeren is bijna onmogelijk. Dit geeft landen weliswaar de mogelijkheid om hun munt te devalueren en daardoor concurrerender te worden, maar de staatsschuld is opgebouwd in euro's en blijft dus onveranderd hoog.

## Munten en biljetten

### Munten
De euro heeft 15 coupures: 8 euromunten en 7 eurobankbiljetten.
De munten hebben een Europese zijde (de "munt"-zijde"), ontworpen door Luc Luycx, van de Koninklijke Munt van België. Het gaat om drie ontwerpen die verschillende kaarten van Europa tonen, met de 12 sterren van de Europese Unie op de achtergrond.
Daarnaast heeft elk euroland de vrijheid eigen symbolen en tekst op de nationale zijde (de "kruis"-zijde) en op de buitenrand van de euromunten te plaatsen. Alle varianten, met uitzondering van meerwaardeherdenkingsmunten, zijn in alle deelnemende landen te gebruiken. De nationale zijde diende om de overgang naar de euro voor de Europese burgers in emotioneel opzicht iets te vergemakkelijken.
Finland heeft spoedig besloten de munten van 1 en 2 cent niet in het betalingsverkeer te gebruiken. Deze munten werden dan ook alleen in de begintijd geslagen met een Finse nationale zijde. De munten van 1 en 2 cent werden in 2020 afgeschaft. Bedragen worden afgerond op 5 of 10 cent.
In Nederland is het gebruik van de munten van 1 en 2 cent, door het sinds 2004 toestaan van het afronden op 5 cent, sterk verminderd. Nederland was daar al aan gewend: in het guldentijdperk waren de munten van een cent al eerder afgeschaft en werden contante betalingen afgerond. In de meeste winkels gebeurt dat ook met eurobetalingen. Indien de winkelier duidelijk aangeeft dat hij de afrondingsregel toepast, heeft de klant niet het recht het niet-afgeronde bedrag chartaal te betalen als hij zelf de munten van 1 en 2 cent heeft. De munten van 1 en 2 cent blijven een wettig betaalmiddel, zodat hij het afgeronde bedrag mag voldoen met (onder andere) die munten. Aldi en C&A hebben, vermoedelijk als laatste winkels in Nederland, in juni 2016 besloten de bedragen af te ronden. Betaalt de klant elektronisch, dan wordt de afrondingsregel niet toegepast.
In België worden betalingen in baar geld sedert 1 december 2019 afgerond op 5 cent. Ook hier blijven de muntstukken van 1 en 2 cent hun waarde behouden en zijn ze nog steeds een geldig betaalmiddel.
Vanaf 1 januari 2004 stond het de landen met de euro vrij om per jaar één € 2-munt met een speciaal motief op de nationale zijde uit te brengen en vanaf 17 augustus 2012 mag ieder land twee, eigen, herdenkingsmunten per jaar uitgeven. Zie Herdenkingsmunten van € 2. Buiten de herdenkingsmunten van € 2 zijn er al talloze munten geslagen die alleen nationaal te gebruiken zijn en waardes vertegenwoordigen als € 1½, € 2½, € 3, € 5, € 8, € 10, € 12½, € 20, € 25, € 50, € 100 etc.
- De Luxemburgse euromunten van 2002, 2003 en 2004 dragen het muntmeesterteken van de muntmeester van de Koninklijke Nederlandse Munt, de munten van 2005 en 2006 dragen het muntmeesterteken van de muntmeester van de Munt van Finland en de munten van 2007 dragen het muntmeesterteken van de muntmeester van Frankrijk. Dit komt doordat Luxemburg in die jaren zijn euromunten in respectievelijk Nederland, Finland en Frankrijk heeft laten slaan.
- Ook Griekenland heeft in het verleden bepaalde euromunten in andere landen laten slaan.
- Slovenië heeft een groot deel van de muntslag van euromunten uitbesteed aan de Finse munt, een ander deel is naar de Koninklijke Nederlandse Munt te Utrecht gegaan.
- Cyprus heeft de totale muntslag van euromunten uitbesteed aan de Finse munt.
- Malta heeft het grootste deel van de muntslag van euromunten uitbesteed aan de Franse Monnaie de Paris, maar sommige munten worden geslagen bij de Koninklijke Nederlandse Munt in Utrecht.

### Bankbiljetten
Op de achterzijde van elk biljet staat een serienummer. Voor de eerste serie: bestaande uit een letter gevolgd door elf cijfers; voor de Europaserie (2013): bestaande uit twee letters gevolgd door tien cijfers. Aan de letter is te zien uit welk land het betreffende biljet komt. Portugal besloot geen biljetten van € 200 en 500 in omloop te brengen en Ierland geen biljetten van € 200, terwijl Luxemburg wel bankbiljetten heeft laten drukken, maar zijn toegewezen letter niet gebruikt. Sinds de fysieke invoering van de euro in 2002 neemt elke nationale centrale bank (NCB) de productie van een of twee specifieke biljetten voor zijn rekening. Dit schema houdt in dat de NCB's onderling bankbiljetten moeten uitwisselen. Zo bestaan er voor Slovenië alleen nog biljetten van € 20 en € 5, alle andere waarden zijn geïmporteerd.
| A | —          |   | J          | UK7 |             | S | Italië |
| B | Litouwen   | K | Zweden7    | T   | Ierland     |   |        |
| C | Letland    | L | Finland    | U   | Frankrijk   |   |        |
| D | Estland6   | M | Portugal   | V   | Spanje      |   |        |
| E | Slowakije5 | N | Oostenrijk | W   | Denemarken7 |   |        |
| F | Malta4     | O | —          | X   | Duitsland   |   |        |
| G | Cyprus3    | P | Nederland  | Y   | Griekenland |   |        |
| H | Slovenië2  | Q | —          | Z   | België      |   |        |
| I | —          | R | Luxemburg1 |     |             |   |        |

1. De eurobankbiljetten die in omloop worden gebracht door de Centrale Bank van Luxemburg dragen de codeletter van de nationale bank van het land waaruit de biljetten betrokken zijn.

2. In omloop gebracht in mei 2008.

3. In omloop gebracht in november 2009.

4. In omloop gebracht in februari 2010.

5. In omloop gebracht in oktober 2010.

6. In omloop gebracht in 2012.

7. Gereserveerd voor mogelijk toekomstige eurolanden.
Op de voorzijde van de eurobiljetten staat een code. Deze geeft aan in welke drukkerij het betreffende eurobiljet is gedrukt:
| D | Vantaa (bij Helsinki)              | Finland             |
| E | Chantepie (bij Rennes)             | Frankrijk           |
| F | Wenen                              | Oostenrijk          |
| G | Haarlem (Joh. Enschedé)            | Nederland           |
| H | Gateshead (bij Newcastle)          | Verenigd Koninkrijk |
| J | Rome                               | Italië              |
| K | Dublin                             | Ierland             |
| L | Chamalières (bij Clermont-Ferrand) | Frankrijk           |
| M | Madrid                             | Spanje              |
| N | Athene                             | Griekenland         |
| P | München en Leipzig                 | Duitsland           |
| R | Berlijn                            | Duitsland           |
| T | Brussel                            | België              |
| U | Carregado (bij Lissabon)           | Portugal            |

De overige letters zijn gereserveerd voor toetreding van andere EU-lidstaten tot de eurozone.
Er zijn zeven biljetten en acht euromunten waarmee men in alle eurolanden kan betalen. De echtheidskenmerken zijn ook overal hetzelfde. In tegenstelling tot de euromunten tonen de eurobiljetten geen verschillen per land. De eurobiljetten verschillen per coupure van kleur en formaat.
| Waarde | Kleur      | Afmeting (mm) | Voorzijde         | Achterzijde | Ontwerp        | In roulatie sinds | Uit roulatie sinds |
| ------ | ---------- | ------------- | ----------------- | ----------- | -------------- | ----------------- | ------------------ |
| € 5    | grijsblauw | 120× 62       |                   |             | Klassiek       | 1 januari 2002    | Niet bekend        |
| € 5    | olijfgroen | 120× 62       |                   |             | Klassiek       | 2 mei 2013        | Niet bekend        |
| € 10   | zalmroze   | 127×67        |                   |             | Romaans        | 1 januari 2002    | Niet bekend        |
| € 10   | zalmroze   | 127×67        | 23 september 2014 |             | Romaans        |                   | Niet bekend        |
| € 20   | blauw      | 133×72        |                   |             | Gotisch        | 1 januari 2002    | Niet bekend        |
| € 20   | blauw      | 133×72        | 25 november 2015  |             | Gotisch        |                   | Niet bekend        |
| € 50   | oranje     | 140×77        |                   |             | Renaissance    | 1 januari 2002    | Niet bekend        |
| € 50   | oranje     | 140×77        | 4 april 2017      |             | Renaissance    |                   | Niet bekend        |
| € 100  | groen      | 147×82        |                   |             | Barok & rococo | 1 januari 2002    | Niet bekend        |
| € 100  | groen      | 147×82        | 28 mei 2019       |             | Barok & rococo |                   | Niet bekend        |
| € 200  | geel       | 153×82        |                   |             | IJzer & glas   | 1 januari 2002    | Niet bekend        |
| € 200  | geel       | 153×82        | 28 mei 2019       |             | IJzer & glas   |                   | Niet bekend        |
| € 500  | paars      | 160×82        |                   |             | Modern         | 1 januari 2002    | Niet bekend        |

Per jaareinde 2015 waren er bijna 19 miljard eurobiljetten in omloop en per jaar komen er gemiddeld zo'n 1 miljard biljetten bij. Eind 2011 waren er bijna 15 miljard eurobiljetten in omloop. Het 50 eurobiljet is veruit het meest in gebruik, van alle eurobiljetten in omloop heeft bijna de helft deze waarde. Van de grootste coupure, 500 euro, is minder dan 4% van alle biljetten in omloop, maar deze coupure vertegenwoordigt wel bijna 30% van de totale waarde. Naar waarde gemeten is het 50 eurobiljet ook het meest in gebruik.
| Coupure | Aantal | In % van totaal | Waarde    | In % van totaal |
| ------- | ------ | --------------- | --------- | --------------- |
| 5       | 1766   | 9,3%            | 8830      | 0,8%            |
| 10      | 2326   | 12,3%           | 23 260    | 2,1%            |
| 20      | 3440   | 18,2%           | 68 800    | 6,3%            |
| 50      | 8398   | 44,4%           | 419 900   | 38,7%           |
| 100     | 2145   | 11,4%           | 214 500   | 19,8%           |
| 200     | 207    | 1,1%            | 41 400    | 3,8%            |
| 500     | 614    | 3,2%            | 307 000   | 28,3%           |
| Totaal  | 18 896 | 100,0%          | 1 083 690 | 100,0%          |

Begin 2016 werden de plannen om het biljet van 500 euro af te schaffen bekend. Europol meldde in 2006 dat de biljetten voornamelijk door criminele organisaties worden gebruikt. De Europese Commissie en de ECB hebben oplossingen bestudeerd om het 500 eurobiljet uit circulatie te halen. Begin mei 2016 viel het besluit de uitgifte van het biljet van 500 euro per eind 2018 te staken. Het biljet blijft een wettig betaalmiddel, het behoudt zijn waarde en kan voor onbepaalde tijd worden ingewisseld bij de centrale banken van de eurozone.

## Symbool
Het valutateken voor de euro (€) werd gepresenteerd door de Europese Commissie op 12 december 1996. Het is geïnspireerd op de Griekse letter epsilon en verwijst naar de eerste letter van het woord Europa.
- Pc (Windows of GNU/Linux): Het euroteken is op te roepen met de toetscombinatie 'Ctrl-Alt-4', 'Ctrl-Alt-5', 'Ctrl-Alt-E', 'AltGr-4', 'AltGr-5' of 'AltGr-E', afhankelijk van de toetsenbordindeling. Soms kan er ook 'Alt-0128' (cijfertoetsen op het numeriek klavier) gebruikt worden op toetsenborden zonder aparte toetsencombinatie voor het euroteken. In Microsoft Office met de standaardregels voor AutoCorrectie is '(e)' typen voldoende. Sommige laptops hebben op het toetsenbord het €-symbool tussen de pijltjes, de Shift en de rechter Ctrl staan
- Mac (macOS): Op een Apple Macintosh-computer met een Nederlands of Engels toetsenbord (QWERTY) is de combinatie 'Option-Shift-2' (=Alt-Shift-2) te gebruiken. Een andere optie is 'Alt- 0125' (cijfertoetsen op het numeriek klavier). Bij de nieuwe Nederlandse en Engelse Apple-toetsenborden is alleen op Shift en op het euroteken mogelijk (naast Backspace). Bij Belgische of Franse toetsenborden (AZERTY) is het euroteken (naast Return-toets) te gebruiken met Option.
- HTML: de meest geaccepteerde code voor HTML is &euro;

## Landen die de euro gebruiken

### Binnen de EU
| Eurolanden  | Jaar van overschakeling       | Oude munteenheid       | Wisselkoers van euro |
| ----------- | ----------------------------- | ---------------------- | -------------------- |
| België      | 1999 (2002 fysieke invoering) | Belgische frank        | BEF 40,3399          |
| Duitsland   | 1999 (2002 fysieke invoering) | Duitse mark            | DEM 1,955 83         |
| Finland     | 1999 (2002 fysieke invoering) | Finse mark             | FIM 5,945 73         |
| Frankrijk   | 1999 (2002 fysieke invoering) | Franse frank           | FRF 6,559 57         |
| Ierland     | 1999 (2002 fysieke invoering) | Iers pond              | IEP 0,787 564        |
| Italië      | 1999 (2002 fysieke invoering) | Italiaanse lire        | ITL 1936,27          |
| Luxemburg   | 1999 (2002 fysieke invoering) | Luxemburgse frank      | LUF 40,3399          |
| Nederland   | 1999 (2002 fysieke invoering) | Nederlandse gulden     | NLG 2,203 71         |
| Oostenrijk  | 1999 (2002 fysieke invoering) | Oostenrijkse schilling | ATS 13,7603          |
| Portugal    | 1999 (2002 fysieke invoering) | Portugese escudo       | PTE 200,482          |
| Spanje      | 1999 (2002 fysieke invoering) | Spaanse peseta         | ESP 166,386          |
| Griekenland | 2001 (2002 fysieke invoering) | Griekse drachme        | GRD 340,750          |
| Slovenië    | 2007                          | Sloveense tolar        | SIT 239,640          |
| Cyprus      | 2008                          | Cypriotisch pond       | CYP 0,585 274        |
| Malta       | 2008                          | Maltese lire           | MTL 0,429 300        |
| Slowakije   | 2009                          | Slowaakse kroon        | SKK 30,1260          |
| Estland     | 2011                          | Estische kroon         | EEK 15,6466          |
| Letland     | 2014                          | Letse lats             | LVL 0,702 804        |
| Litouwen    | 2015                          | Litouwse litas         | LTL 3,452 80         |
| Kroatië     | 2023                          | Kroatische kuna        | HRK 7,5006           |
| Bulgarije   | 2026*                         | Bulgaarse lev          | BGN 1,95583          |

* : vanaf 1 januari 2026 zal Bulgarije onderdeel worden van de Eurozone

### Officiële gebruikers buiten de EU
| Landen       | Jaar van overschakeling                                  | Oude munteenheid                                  | Wisselkoers van euro           |
| ------------ | -------------------------------------------------------- | ------------------------------------------------- | ------------------------------ |
| Monaco       | 1999 (2002 fysieke invoering)                            | Monegaskische frank                               | MCF 6,559 57                   |
| San Marino   | 1999 (2002 fysieke invoering)                            | San Marinese lire                                 | SML 1936,27                    |
| Vaticaanstad | 1999 (2002 fysieke invoering)                            | Vaticaanse lire                                   | VAL 1936,27                    |
| Andorra      | 1999 (2002 fysieke invoering) (2013 officiële invoering) | Franse frank / Spaanse peseta Monegaskische frank | FRF/MCF 6,559 57 / ESP 166,386 |

### Onofficiële gebruikers
| Landen     | Jaar van overschakeling | Oude munteenheid | Wisselkoers van euro |
| ---------- | ----------------------- | ---------------- | -------------------- |
| Kosovo     | 2002                    | Duitse mark      | DEM 1,955 83         |
| Montenegro | 2002                    | Duitse mark      | DEM 1,955 83         |

## Eurogebied

### Eerste eurolanden
De 12 EU-lidstaten die op 1 januari 2002 de euro als wettig betaalmiddel hebben ingevoerd, zijn: België, Duitsland, Finland, Frankrijk, Griekenland, Ierland, Italië, Luxemburg, Nederland, Oostenrijk, Portugal en Spanje.
In Nederland werd in een campagne van het Nationaal Forum voor de introductie van de euro het acroniem ding flof bips (de beginletters van de 12 eerste eurolanden) gebruikt. Op 7 januari 2011 werd het sms ff bondige clips voor 17 landen.
Samen met deze twaalf EU-lidstaten zijn de staatjes Monaco, San Marino en Vaticaanstad, die een monetaire overeenkomst met respectievelijk Frankrijk en Italië hadden, en Andorra, dat de Franse frank en Spaanse peseta als betaalmiddelen gebruikte, op de euro overgegaan. Daarnaast zijn ook Montenegro en Kosovo, die de Duitse mark als feitelijk betaalmiddel hanteerden, in 2002 op de euro overgegaan. Andorra, Monaco, San Marino en Vaticaanstad mogen eigen euromunten slaan; Andorra mag dat pas sinds 1 juli 2013. In 2011 sloot het daartoe een overeenkomst met de Europese Unie. Het land heeft pas in december 2014 de eerste munten daadwerkelijk uitgegeven.

### Overzeese gebiedsdelen
De euro is ook ingevoerd in de Franse overzeese departementen Guadeloupe, Martinique, Mayotte, Frans-Guyana en Réunion en op de Franse eilanden Saint Martin, Saint-Pierre en Miquelon en Saint-Barthélemy.
Op de Azoren en Madeira (Portugese regio's) en op de Canarische Eilanden en in de in Afrika gelegen Spaanse exclaves Ceuta en Melilla (Spaanse regio) werd ze eveneens ingevoerd.
Aruba, Curaçao en Sint-Maarten gebruiken als landen binnen het Koninkrijk der Nederlanden niet de euro, maar respectievelijk de Arubaanse florin en de Antilliaanse gulden (beide gekoppeld aan de Amerikaanse dollar). De Nederlandse bijzondere gemeenten Bonaire, Sint Eustatius en Saba gingen per 1 januari 2011 over op de Amerikaanse dollar.
Ter gelegenheid van dit feit is er eenmalig een BES-dollar geslagen door de KNM.
In het Britste Akrotiri en Dhekelia in het zuiden van Cyprus wordt de euro gebruikt.

### Latere eurolanden
Op 1 mei 2004 traden 10 nieuwe landen tot de EU toe, in 2007 gevolgd door Bulgarije en Roemenië en op 1 juli 2013 door Kroatië. Ook de nieuwe lidstaten zullen, zodra ze aan de monetaire eisen kunnen voldoen, overgaan op de euro. Van de nieuwe lidstaten is Slovenië in 2007 als eerste tot de eurozone toegetreden, Cyprus en Malta zijn op 1 januari 2008 gevolgd. Slowakije trad toe op 1 januari 2009 en Estland op 1 januari 2011. Op 1 januari 2014 trad Letland toe tot de eurozone, op 1 januari 2015 Litouwen en op 1 januari 2023 ook Kroatië.
De andere lidstaten hebben verschillende streefdata voor toetreding tot de eurozone:
- Bulgarije wilde eerst toetreden in 2013, maar zag daar van af, omdat het land enkel maar kosten zag bij een toetreding tot de eurozone vanwege de Europese staatsschuldencrisis.[17] In 2018 maakte EU-commissaris van financiën Moscovici in Sofia bekend dat het land alsnog wil toetreden, maar dat het tijdschema daarvan nog niet vaststaat.[18] Op 10 juli 2020 trad het land samen met Kroatië toe tot het Europees wisselkoersmechanisme. Uiteindelijke invoering van de euro is naar verwachting in 2025. Inmiddels staan ЕВРО en de naam van de bank al wel in Kyrillische letters op de bankbiljetten.
- Tsjechië: 2024 of later.
- Hongarije: In februari 2011 maakte de premier van Hongarije, Viktor Orbán, bekend dat hij niet verwacht dat zijn land voor 2020 de euro zal gebruiken.[19] De Hongaarse regering heeft geen termijn gesteld.[20] Wel is een groot deel van de bevolking voorstander van de introductie van de euro.[21]
- Roemenië: 1 januari 2024.[22][23]
- In IJsland, dat geen EU-lid is, gaan stemmen op om de euro in te voeren. Reden is dat de IJslandse kroon te kwetsbaar is zonder aansluiting bij een muntunie.
- Denemarken heeft een aantal clausules op het Verdrag van Maastricht bedongen, waardoor invoering van de euro niet verplicht is.
- Het Verenigd Koninkrijk bedong, net als Denemarken een opt-out, of uitzonderingsclausule. Door de brexit is invoering van de euro niet meer aan de orde.
- Zweden heeft de verplichting over te gaan op de euro, maar weet dit uit te stellen door niet toe te treden tot het Europees Wisselkoersmechanisme II.
- De zittende regering in Polen is geen voorstander van invoering van de euro en ook onder de bevolking bestaat hier geen meerderheid voor. Ondanks de verplichting de Europese munt in te voeren stelt de Poolse overheid de adoptie steeds verder uit.

### Niet officieel
Enkele andere landen en gebieden die geen lid zijn van de Europese Unie maken toch gebruik van de euro als de facto betaalmiddel. Van 1 januari 2002 tot de ingang van het verdrag met de Europese Unie op 1 juli 2013 maakte Andorra officieus gebruik van de euro. Ook Montenegro gebruikt de euro sinds 2002 als wettig betaalmiddel. Daarvoor betaalde men er, bij gebrek aan een eigen valuta, met de Duitse mark. Met de mogelijke toetreding van Montenegro tot de Europese Unie staat de ECB dit oogluikend toe. Bij het uitbreken van de Kosovo-oorlog werd ook in Kosovo met de Duitse mark betaald, die sinds 2002 door de euro is vervangen.
Naast de eigen nationale valuta is de euro ook als betaalmiddel te gebruiken in veel winkels in Bosnië en Herzegovina, Turkije, Noord-Cyprus, Zwitserland en Zimbabwe. Zimbabwe voerde de euro samen met een paar andere munteenheden in omdat hun eigen munt sterk is gedaald door de economische crisis. Ook in EU-landen die nog niet tot de eurozone zijn toegetreden wordt de euro soms geaccepteerd. In Noord-Ierland, Gibraltar en bij een aantal toeristische trekpleisters in Engeland en Wales (Verenigd Koninkrijk) is dit het geval. In Hongarije en Tsjechië wordt de euro in de meeste winkels ook geaccepteerd. Ook in enkele Zweedse gemeenten langs de grens met Finland wordt de euro gebruikt.

### Koppelingen met euro
Buiten de eurozone zijn er in totaal 23 landen en gebieden die niet behoren tot de EU en die geen EU-valuta's voeren maar die hun nationale munt rechtstreeks hebben gekoppeld aan de euro. Dit zijn 14 landen op het vasteland van Afrika (CFA-frank en Marokkaanse dirham), twee op eilanden gelegen Afrikaanse landen (Comoren-frank en de Kaapverdische escudo), drie in Franse Oceanië (CFP-frank) en een ander Balkan-land, Bosnië en Herzegovina. Op 28 juli 2009 hebben Sao Tomé en Príncipe een overeenkomst getekend met Portugal om op termijn hun munt te koppelen aan de euro.
Met uitzondering van Bosnië (dat zijn munt gekoppeld had aan de Duitse mark) en Kaapverdië (voorheen gekoppeld aan de Portugese escudo) hadden al deze niet-EU-landen een munt gekoppeld aan de Franse frank voor de koppeling van hun munt aan de euro. Koppeling van een nationale munt van een land aan een sterke/stabiele valuta wordt beschouwd als een veiligheidsmaatregel, in het bijzonder voor valuta's van gebieden met zwakke economieën.
Binnen de EU hebben een aantal valuta's een koppeling met de euro, in de meeste gevallen als een voorwaarde voor toetreding tot de eurozone. De Bulgaarse lev was eerder gekoppeld aan de Duitse mark, andere EU-lidstaten hebben of hadden een directe koppeling te danken aan het WKM II: de Deense kroon en de Litouwse litas.
In totaal maken meer dan 150 miljoen mensen in Afrika gebruik van een munt gekoppeld aan de euro, 25 miljoen mensen buiten de eurozone in Europa en nog eens 500.000 mensen op de Pacifische eilanden.

## Gebruik als reservemunt
Sinds de introductie is de euro de op de Amerikaanse dollar na meest wijdverbreide internationale reservemunt. Het aandeel van de euro als reservevaluta is toegenomen van 18% in 1999 tot 27% in 2008, ten koste van de Amerikaanse dollar (het aandeel van de Amerikaanse dollar daalde van 71% tot 64% in dezelfde periode) en de yen (die viel van 6,4% tot 3,3%). De euro heeft de status van de op een na belangrijkste reservevaluta vooral geërfd en gebouwd op de status van de Duitse mark.

## Oud geld

### In Nederland
Sinds 28 januari 2002 kan er alleen nog met de euro worden betaald. De periode van 1 t/m 27 januari 2002 gold als een overgangstijd. Bankbiljetten en munten uit de elf andere eurolanden konden, in Nederland, tot uiterlijk 1 april 2002 kosteloos worden omgewisseld bij de banken. Daarna, van 1 april 2002 tot 1 januari 2003, konden overgebleven Nederlandse guldens alleen nog op de eigen bankrekening worden gestort (meestal tegen transactiekosten).
De Nationale Eurocollecte en Coins for Care organiseerden in Nederland acties voor het verzamelen van muntgeld voor meer dan honderd erkende goede doelen.
Het is sinds 1 januari 2007 niet meer mogelijk om Nederlandse guldenmunten bij De Nederlandsche Bank in te leveren. Bankbiljetten in Nederlandse guldens die nog in omloop waren op 1 januari 2002 kunnen uiterlijk op 1 januari 2032 bij de kantoren van De Nederlandsche Bank omgewisseld worden. Voor biljetten die al eerder buiten omloop waren gesteld geldt ook een termijn van 30 jaar, zoals voor de 5 guldenbiljetten, maar omdat die op 1 mei 1995 buiten omloop werden gesteld, geldt voor deze biljetten een uiterste inleverdatum van 1 mei 2025.

### In België
In België is de euro de enige nationale munt sinds 1 maart 2002. Oude Belgische munten en biljetten konden tot 31 december 2002 ingeruild worden bij alle banken, postkantoren en bij de Nationale Bank van België (NBB). Van 1 januari 2003 tot 31 december 2004 konden munten alleen nog omgeruild worden bij de vestigingen van de NBB.
Na 31 december 2004 konden Belgische-frankstukken officieel niet meer worden omgewisseld. Vanwege de aardbeving in de Indische Oceaan einde 2004, en de massale geldinzameling voor hulp, werd een wetswijziging doorgevoerd, waardoor het, tot 30 juni 2005, mogelijk werd Belgische muntstukken te doneren aan het Belgisch Consortium voor Noodhulpsituaties. Te eigen bate omwisselen in euro's kon niet meer.
Sinds 1 januari 2005 kunnen alleen de oude bankbiljetten in Belgische franken, uitgebracht na 1944, evenals bepaalde biljetten van meer dan BEF 100 met een dubbele denominatie in frank en belga en enkele, zeldzame, coupures van voor 1944, bij de NBB worden omgewisseld.

## De euro als verzamelobject
Bij de invoering werd de euro voor velen een verzamelobject. Een ware hausse ontstond. Velen verzamelden van alle deelnemende landen een muntenserie met de nationale afbeelding. Veel gezochte munten waren met name die van het Vaticaan, San Marino en Monaco: munten die feitelijk niet in omloop waren, een zeer beperkte oplage hadden en die daardoor slechts tegen een veel hogere prijs dan de nominale waarde konden worden aangeschaft.
Sommige verzamelaars probeerden elk bestaand jaartal te verzamelen plus de verschillende nationale varianten, zoals de Duitse munten waar een letter op staat, die aanduidt in welke plaats de munten zijn geslagen.
Ook de gedenkmunten, die de landen ter gelegenheid van bijzondere nationale gelegenheden mogen slaan, konden zich aanvankelijk in een ruime belangstelling verheugen. Deze gedenkmunten kunnen normaal gesproken alleen uitgegeven worden in het land van herkomst (een uitzondering daarop zijn de € 2-muntstukken). Officieel zijn deze munten niet meer waard dan de nominale waarde. Tegen dit bedrag worden ze in eerste instantie ook uitgegeven, met uitzondering van bepaalde verzamelaarsmunten die een aanzienlijke hoeveelheid goud of zilver bevatten of in een betere kwaliteit zijn geslagen. Als gevolg van de beperkte oplage zijn verzamelaars echter vaak bereid meer te betalen.

## Notatie van bedragen
In Nederland worden exacte bedragen bijna altijd weergegeven met twee of geen cijfers achter de komma, bijvoorbeeld € 22,50. In België wordt ook wel geschreven € 22,5.

## Trivia
- In 2010 werd in het Verenigd Koninkrijk gestopt met de uitgifte van 500 eurobiljetten door geldwisselkantoren. Uit onderzoek bleek dat 90% van de biljetten door criminelen gebruikt werd voor het witwassen en vervoeren van geld. Grote coupures nemen relatief weinig ruimte in en zijn daardoor aantrekkelijk voor criminelen.[26][27]
- De naam euro wordt behalve voor de munteenheid ook gebruikt voor de bergkangoeroe (Osphranter robustus).
- Verder wordt 'euro-' vaak als voorvoegsel bij samenstellingen gebruikt. Voor de namen euros en eurus zie de doorverwijspagina Euros.
- De naam Euro wordt tevens gebruikt als aanduiding voor een soort benzine (Euro 95 en Euro 98).